# Сулук (тюргешский каган)
Сулук (умер 738) (кит. упр. 蘇祿, пиньинь sulu, палл. Сулу) — тюргешский каган с 715 года. При Сулуке Тюргешский каганат достиг своего наивысшего расцвета. Он противостоял арабам и китайцам.

## Правление
В 715 году Сулук воссоединил тюргешские роды и смог собрать около 200 000 воинов, восстановить контроль на Сиюем. В 717 он ездил в Китай и просил признание в качестве кагана, но император Сюань-цзун предложил ему гуна в имперской армии. Ван Хой приехал в ставку Сулука и вручил ему грамоту княжеского достоинства, парчовый кафтан, перламутровый нож, шагриновый колчан и поручил ему надзирать за городом Гиньфан. Император отправил дочь Ашины Хуайдао и она стала женой кагана, под именем Чжоха-хотайская царевна. Впрочем, китайцы сознавали, что каган вовсе не предан Тан.
Тюргеши стали пасти табуны в Аньси и Чжоха-хотай отправила какой-то приказ губернатору Ду Сяню. Тот посчитал это дерзостью и наказал посланца. Сулук затаил ненависть и стал вести тайные переговоры с тибетцами. В 737, дождавшись удобного момента, он сжёг 4 крепости и осадил город Аньси-чэн. Новый губернатор Чжа Ичжэн пытался разбить тюргешей в поле, но был побеждён. Сулук ограбил окрестности и ушёл.
Сулук отправил сановника Йечжы Абусы послом в Чанъань. Переговоры, видимо, не удались, так как посол Восточно-тюркского каганата заявил, что тюргеши есть восставшие вассалы и вести переговоры с ними — оскорбление для тюрок.
Известно, что Сулук отказался от предложения принять Ислам. Когда посланник Багдадского халифа предложил Сулуку сделать его народ мусульманами, Сулук ответил, что его подданные - воины, и у него нет достаточного количества купцов, портных, сапожников и цирюльников, чтобы они могли прокормиться, соблюдая мусульманские нормы. За такое упорство арабы называли правителя Сулука «Бодающимся».
В молодости Сулук славился как добрый и щедрый хан, но позже перестал раздавать добычу воинам, а всё забирал себе и жил в роскоши. Тюргеши Бага-тархан и Думочжы ночью напали на ставку кагана и убили его. ещё во время его правления его жена ему изменяла с его сыном.